# Buzzatti (sobrenome)
Buzzatti é um sobrenome de família de origem italiana. O sobrenome original era “Budati”,
que significa “vindos de Buda”. Este nome foi sofrendo com o tempo, a influência do dialeto italiano, passando a ser escrito de diversas formas, tais como “Buzat”, “Buzzati”, “Buzzatti”, sendo a última a que mais se difundiu.

## História
As raízes italianas também têm ligações remotas no passado, nas brumas perdidas do século IX, quando os húngaros se estabeleceram nas margens do rio Danúbio. Aquela região havia sido habitada há mais de dois mil anos. Primeiro vieram os celtas, no século I, depois chegaram os romanos, que construíram uma cidade militar que tornou-se a capital da antiga província romana Panônia Inferior, sob o nome de Aquinco.
Os húngaros conquistaram sua pátria atual em 896 a.C. transformando-a em uma colônia estratégica (a ilha de Csepel). Depois da invasão dos tártaros, no século XIII, eles começaram a fazer significativas fortificações em volta das suas três cidades principais.
Os reis húngaros dominavam grandes territórios, do Báltico ao Adriático, com uma autoridade altamente centralizada e enquanto as regiões germânicas da Europa estavam fragmentadas em pequenos principados nos finais da Idade Média, o forte Império Húngaro dominava o leste da Europa Central.
Buda, situada na margem direita do rio Danúbio, era o centro deste império, atingindo o século XV já com uma população de 12 a 15 mil habitantes. As duas outras cidades importantes eram Peste, situada na margem esquerda do rio, com cerca de 10 mil e Obuda, com 2 a 3 mil habitantes. Portanto, nesta época, o conjunto das três cidades totalizava de 25 a 30 mil habitantes, competindo em
tamanho somente com Viena, Praga e a cidade de Cracóvia (sul da Polônia).
Não existia nenhuma outra aglomeração urbana de importância que se comparasse a ela, uma vez que entre Constantinopla e Viena não havia nenhuma cidade com população superior a 5 mil habitantes. O seu papel econômico era portanto marcante, com importantes vias comerciais cruzando o Danúbio em Buda, que ligavam o este ao oeste europeus.
A população crescia desordenadamente e a vida tornava-se cada vez mais difícil, impelindo os húngaros a buscarem oportunidades em outras regiões, para as quais emigravam. E seguramente antes de 1500 várias famílias húngaras deixaram a cidade de Buda e atingiram o norte da Itália, fixando-se em Sedico, na província de Belluno. 
Somente no século XIX, em 1873, é que houve uma organização centralizada das três cidades, Buda, Obuda e Pest, originando a atual capital magiar de Budapeste.

## Sedico - Província de Belluno
Sedico, naquela época, era uma pequenina vila na província de Belluno (cuja capital chama-se também Belluno), situada no norte da Itália Não se sabe ao certo quando a comunidade de Sedico foi criada, mas é certo que precede ao ano de 1185, quando uma bula do Papa Lucio III cita nominalmente a Paroquia de Santa Maria Annunziata, de Sedico. Seguiu-se a criação das paróquias de Bes, Bribano-Longano, Roe e as demais. Para se ter uma ideia do tamanho do lugar, estima-se que, pelos idos de 1561,Sedico tinha apenas 1530 habitantes
Ao se instalarem na região de Sedico, estas famílias construíram forjas para o fabrico de armas e de lâminas de serra para a atividade extrativa principal: a madeira. E esses magiares ficaram sendo conhecidos com o nome de “Budati”,que significa “vindos de Buda”. Este nome foi sofrendo com o tempo, a influência do dialeto local, passando a ser escrito de diversas formas, tais como “Buzat”, “Buzzati”, “Buzzatti”, sendo a última a que mais se difundiu.
O lugar onde eles se fixaram ficou sendo conhecido com o nome de “Meli” (derivado de “melle”, plural de “mela”, nome dialetal belunense que significa “lâminas de serra”).
A igreja de Santa Maria Annunziata (com mais de 200 anos), foi demolida em 1955.
A região de Sedico, foi romanizada desde a época da 3ª Guerra Púnica,encerrada nos idos de 146 a.C., e encontram-se muitas citações dela durante o reinado de Otaviano Augusto e de Diocleciano.
A romanização aparece também identificada nos topônimos em “ano” (exemplo Bribano, que significa terra de Barbius) ou em “ico” , “igo” (exemplo Sedico, que significa Terra de Sedius).
É ainda curiosa a constatação que todos os topônimos romanos se encontram na região plana, onde a terra é mais fértil e portanto onde há maior facilidade de se comunicar através de caminhos e estradas.

## Bribano - Distrito de Sedico
Depois de algum tempo os Buzzatti se mudaram para Bribano, um distrito (“frazione”) de Sedico e que fica na confluência dos rios Cordevole e Piave.
Ali era o centro comercial de madeira, que vinha por flutuação pelos rios Cordevole e do Piave, além de parada obrigatória dos balseiros provenientes do Cadore e que se dirigiam a Veneza.
Ao chegarem a Bribano, os membros da família Buzzatti construíram a igrejinha dedicada a San Nicolò.
No Arquivo da Comunidade de Sedico, existe uma cópia do ato de fundação da Igreja de San Nicolò de Bribano, datada de 19 de junho de 1502, onde se lê (ainda em latim e transcrita no “Diário de Família”, p. 19):
| “ | (...) in Villa di Bribano. In domo salite habitationis infrascripti Bortholomei Buzzatti di Bribano (...) | ” |

Esta igreja foi o oratório da família desde os idos de 1500. Atualmente é patrimônio nacional e alvo de comemorações e de orgulho da comunidade. Em cima da porta de entrada nota-se o brasão dos Buzzatti, com o nome da família (ainda em latim – “Buzzatorum”).
No final do século passado, precisamente a 28 de janeiro de 1896, a igreja de San Nicolò foi doada pela família Buzzatti à comunidade de Bribano.
Na igreja de San Nicolò, logo abaixo do altar, em alto relevo, encontra-se esculpido o brasão dos Buzzatti, com a tradicional “mela” (lamina de serra) na sua parte central.
O emblema da cidade de Sedico perenizou a fixação dos Buzzatti na região, uma vez que nele aparece, na parte central, a famosa “mela”. Cita o documento da Comune di Sedico:
| “ | Lo stemma del Comune di Sedico deriva probabilmente da quello della famiglia Buzzatti, che aveva al centro una mella disposta verticalmente e si puó vedere ancor oggi scolpito all’esterno della chiesetta di San Nicoló a Bribanet | ” |

No século XV toda aquela região pertencia ao domínio de Veneza e durante os três séculos seguintes foram tempos difíceis para os moradores da região. A pobreza do solo, com falta de terrenos planos para o plantio, a inclemência do clima e a falta de incentivos para a agricultura fizeram com que as atividades se concentrassem nas extrativas de madeira e de pedra, além da fabricação de ferramentas e armas.
Além do mais os conflitos políticos eram constantes, caracterizados principalmente pelas tentativas de cidades maiores submeterem as menores. Com a vida tornando-se cada dia mais difícil e as frequentes disputas muitos começaram a desejar novas terras e oportunidades.
Foi somente muito mais tarde, com o aparecimento das “villas” usadas como casas de campo dos nobres e abastados, nos meses estivais, é que começou a recuperação econômica da região, com a oferta de novos empregos e oportunidades relacionadas principalmente ao transporte e à construção.

## Forja dos "Meli"
Durante o transcorrer dos séculos seguintes ao da sua fixação na região, os Buzzatti fundaram forjas nas margens do Rio Cordevole e começaram a fabricação de armas e posteriormente de lâminas de serras para corte de madeira. Outros foram se espalhando pela Itália. 
Uma pesquisa realizada pelo “Gruppo di Ricerca e Participazione/Belluno”, intitulada “Lungo L’Ardo – c’era una volta l’artigianato”, que é parte de um trabalho mais extenso denominado “Restón Al Prá” , menciona que os Buzzatti foram famosos como fabricantes de espadas na época da República Vêneta e que, em um parafuso cravado no cabo de carvalho de uma das moendas podia,
naquela data, ser visto ainda o ano de fabricação: 1730!.
O local ficou sendo conhecido então como “Meli” (de Sedico), derivado de “mella”, nome dialetal belunense que significa “lâmina de serra”.
Em 1871 havia três forjas em funcionamento: a de Giovanni Buzzatti, a de Domenico Buzzatti e a de Agostino Buzzatti. Produziam principalmente caldeiras de ferro e cobre, lâminas de serra (“mella”) e ferramentas em geral. As lâminas de serras eram consideradas, pela sua têmpera, melhores que as similares da Inglaterra e da Alemanha sendo extremamente requisitadas pelos donos das serrarias.
A forja mais importante de toda a província de Belluno era a de Agostino Buzzatti, que fez enorme sacrifício para construí-la. Entretanto, coube ao seu filho Francesco, o mérito de ter introduzido na província o trabalho em cobre e o de ter inventado um engenhoso mecanismo para polimento das lâminas, além de modernizar os equipamentos da forja. Porém o advento da indústria mecânica e a crise de 1930 determinaram uma sensível redução das atividades das forjas, que limitaram-se a fazer modestos trabalhos de serralheria.
Depois da II Guerra Mundial, das duas forjas que ainda funcionavam uma paralisou completamente. A outra, que outrora produzia as famosas lâminas de serras foi transformada em oficina de ferramentas agrícolas em geral .